# Anolis lionotus
Anolis lionotus (аноліс-лев) — вид ігуаноподібних ящірок родини анолісових (Dactyloidae). Ендемік Панами.

## Поширення і екологія
Аноліси-леви мешкають на атлантичних схилах в західній і центральній Панамі. Вони живуть у вологих тропічних лісах на рівнинах і в передгір'ях, часто поблизу струмків. Зустрічаються на висоті до 850 м над рівнем моря. Живляться безхребетними.